# Erysimum sylvestre
La violaciocca silvestre (Erysimum sylvestre (Crantz) Scop.) è una pianta appartenente alla famiglia delle Brassicacee.

## Etimologia
Il nome del genere deriva dal latino erysimon: nome di una pianta citata da Teofrasto; sylvestre, dal latino silvestris: "di selva", "selvatico".

## Descrizione
Pianta alta 18–40 cm, con fusto epigeo eretto, ramoso in alto, peli a due punte abbondanti. Le foglie basali sono in rosetta, lineari, sessili, le inferiori caulinari sessili, lineari-allungate intere. Il fiore è tetramero dialipetalo attinomorfo con sepali oblanceolati lunghi circa 1,6 cm; i petali sono spatolati, gialli, lunghi 15–23 mm, pelosi esternamente; gli stami sono 6, l'ovario è supero bicarpellare. Le silique sono lunghe 5–8 cm eretto-patenti, a 4 spigoli, lo stilo di 1,5 mm è capitato.
Fiorisce tra maggio e agosto.

## Distribuzione e habitat
É una specie subendemica delle Alpi orientali e delle Dinariche. Si concentra sulle Prealpi Carniche e Giulie, con stazioni più sparse nel settore alpino e sul Carso goriziano. Cresce su rupi, pendii aridi e pietrosi, ghiaioni e macereti, su substrati sia silicei sia calcarei, dalla fascia submediterranea a quella subalpina.